# Brennen muss Salem
Brennen muss Salem (engl. Originaltitel: ’Salem’s Lot) ist ein Horror-Roman des amerikanischen Schriftstellers Stephen King. Das Buch erschien als zweiter Roman Kings in seiner Erstauflage im Jahr 1975 bei Doubleday in New York und wurde einer der größten Erfolge des damals noch weitgehend unbekannten Autors. 1976 wurde das Buch für den 1976 World Fantasy Award nominiert. 
Bei Brennen muss Salem handelt sich um einen Vampirroman, den King als moderne Variante und Hommage von Bram Stokers Dracula schrieb. Während der Arbeiten an dem Roman entstand auch die Kurzgeschichte Briefe aus Jerusalem wahrscheinlich als frühere Einleitung, die wie Brennen muss Salem in der fiktiven Kleinstadt Jerusalem’s Lot in Maine spielt. Das Buch wurde in zahlreiche Sprachen übersetzt und auch mehrfach verfilmt.

## Entstehung

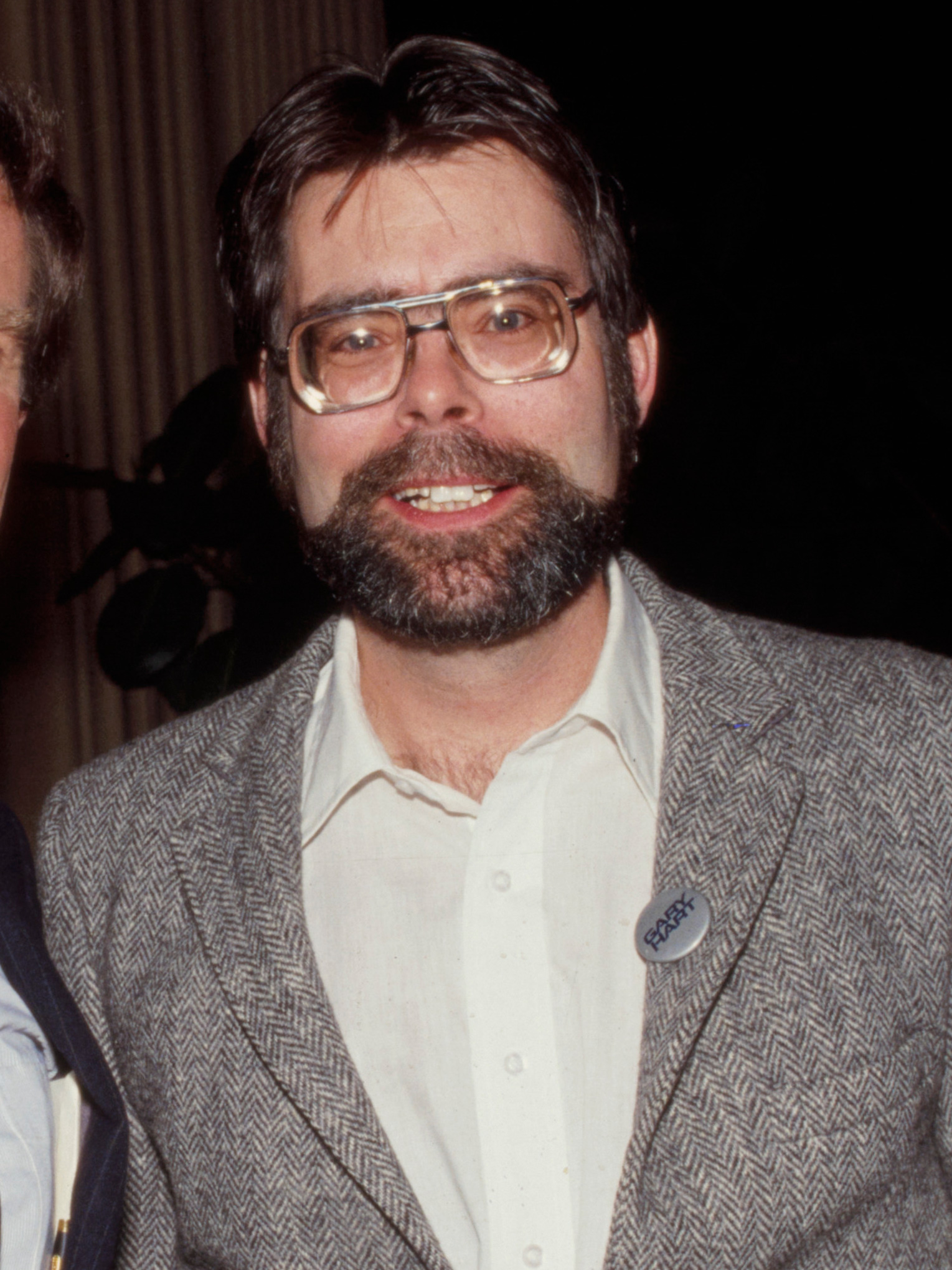
Stephen King, 1984

Das Buch ist nach Carrie der zweite veröffentlichte Roman von Stephen King, entstand aber früher. Ursprünglich sollte der Roman The Second Coming (deutsch: Die Wiederkehr) heißen; dies wurde abgeändert in Jerusalem’s Lot und schließlich in den US-Titel ’Salem’s Lot.

## Inhalt und formaler Aufbau

### Aufbau und Handlungsorte
Die in Brennen muss Salem dargestellte Geschichte ist durchweg fiktiv und folgt einer zeitlich geradlinigen Erzählung. Das Buch trägt eine Widmung an Naomi Rachel King, die älteste Tochter von Stephen und Tabitha King, mit den Worten „… promises to keep“. Der Prolog wird eingeleitet mit einem Zitat des griechischen Schriftstellers Giorgos Seferis:

„Wonach suchst du, alter Freund?
Nach all den Jahren in der Fremde kommst du
mit Bildern, die du gehegt
unter andern Himmeln
fern von deinem eigenen Land.“

Es ist nach dem Prolog in drei Hauptteile und darin in mehrere nach den Hauptpersonen benannte Kapitel unterteilt, die wiederum in durchnummerierte Abschnitte aufgesplittet werden. Der erste Teil trägt die Bezeichnung „Das Marsten-Haus“ und wird durch ein Zitat von Shirley Jackson aus ihrem Roman Spuk in Hill House eingeleitet. Der zweite, unbezeichnete, Teil beginnt mit dem Gedicht Der Eiskrem-Kaiser von Wallace Stevens sowie einem weiteren Zitat von Giorgos Seferis. Der dritte Teil mit dem Titel „Die verlassene Stadt“ wird von Zitaten aus dem Rock-’n’-Roll-Song Endless Sleep von Jody Reynolds, der Geschichte Das Geisterschloss von Edgar Allan Poe sowie der Textzeile „Tell you now that the whole town is empty“ aus dem North Country Blues von Bob Dylan eingeleitet.
Die Erzählperspektive ist die eines übergeordneten Erzählers, der vor allem die konkreten Handlungen wie auch die Gedanken und Erinnerungen der Haupt- und Nebenpersonen wiedergibt. Dabei konzentrieren sich die Darstellungen vor allem auf die Hauptpersonen Ben Mears und Susan Norton. Auch der hauptsächliche Handlungsort der Geschichte, Jerusalem’s Lot, ist fiktiv, werden jedoch im Prolog als Kleinstadt östlich von Cumberland und zwanzig Meilen nördlich von Portland in Maine in Neuengland verortet. Der Prolog beschreibt die Flucht von Ben Mears und dem jungen Mark Petrie nach den Geschehnissen in Jerusalem’s Lot und benennt Central Falls im Bundesstaat Rhode Island als Zwischenstation, bevor die Reise in einem Dorf mit dem Namen Los Zapatos in Mexiko endet.

### Handlung
In seiner Kindheit betritt der junge Ben Mears in seiner Heimatstadt Jerusalem’s Lot, kurz Salem’s Lot genannt, das Marsten-Haus; Gerüchten zufolge ein Spukhaus. Benannt wurde es nach dem ehemaligen Besitzer Hubert Marsten, der dort seine Frau ermordete und sich anschließend das Leben nahm. Ben glaubt, bei diesem Besuch Hubert Marsten lebend an einem Strick hängend gesehen zu haben. Nach 25 Jahren kehrt Ben – inzwischen ein erfolgreicher Schriftsteller – nach Jerusalem’s Lot zurück, auch um sich seinen Ängsten zu stellen. Er nimmt sich vor, das alte Marsten-Haus zu mieten und es zum Gegenstand, zumindest aber zur Inspiration für ein neues Buch zu machen. Unerwartet stellt er fest, dass das viele Jahre leerstehende Haus bereits verkauft ist.
Die Besitzer, Kurt Barlow und Richard Straker, eröffnen im Dorf ein Antiquitätengeschäft. Schon bald gibt es erste Todesopfer in Salem’s Lot. Ein Hund wird aufgespießt am Friedhofszaun aufgefunden. Ein Kind verschwindet; dessen Bruder stirbt kurz danach. Ein Lehrer ist bei dem Tod des Totengräbers im Nebenraum und hört verdächtiges Schlürfen. Diverse Menschen sterben an Blutarmut. 
Ben Mears geht der Sache trotz Angst und Gefahren mit Hilfe seiner Freundin Susan Norton, des Jungen Mark Petrie, des Priesters Callahan, des Arztes Jim Cody und des eben erwähnten Englischlehrers Matt Burke auf den Grund, da er Vampire hinter den Vorkommnissen vermutet.
Mark und Susan statten dem Marsten-Haus einen Besuch ab, in dessen Verlauf Mark von Straker gefangen genommen wird. Er kann sich jedoch befreien und verletzt Straker stark, der danach wegen seiner Unachtsamkeit von Barlow hingerichtet wird. Susan wird ein weiteres Opfer von Barlow, der wie vermutet tatsächlich ein jahrhundertealter Vampir ist. Ben ist nun endgültig entschlossen, Barlow zu töten.
Ein erster Angriff auf Barlow scheitert jedoch, dieser bringt Mark Petries Eltern um und zwingt Callahan, sein Blut zu trinken. Dieser kann infolgedessen seine Kirche nicht mehr betreten und tritt eine Odyssee durch Amerika an. Mark Petrie und Jim Cody finden währenddessen das Versteck von Barlow. Bei einem Versuch ihn zu töten fällt Cody in eine Falle und stirbt. Ungefähr zur gleichen Zeit stirbt Matt Burke an den Folgen eines Herzinfarktes. Getrieben vor Wut spüren Ben und Mark Barlow erneut auf, und Ben gelingt es, unmittelbar nach Sonnenuntergang dem erwachenden Vampir einen Holzpflock durch das Herz zu treiben. Danach fliehen die beiden und überlassen die Stadt den restlichen Bewohnern, die mittlerweile alle zu Vampiren geworden sind. Nachdem sie einige Zeit in einem mexikanischen Dorf untergetaucht sind, kehren sie nach Salem’s Lot zurück und legen ein Feuer, um die Stadt und deren untote Bewohner endgültig zu vernichten.

## Rezeption

### Beziehung zu Bram Stokers Dracula

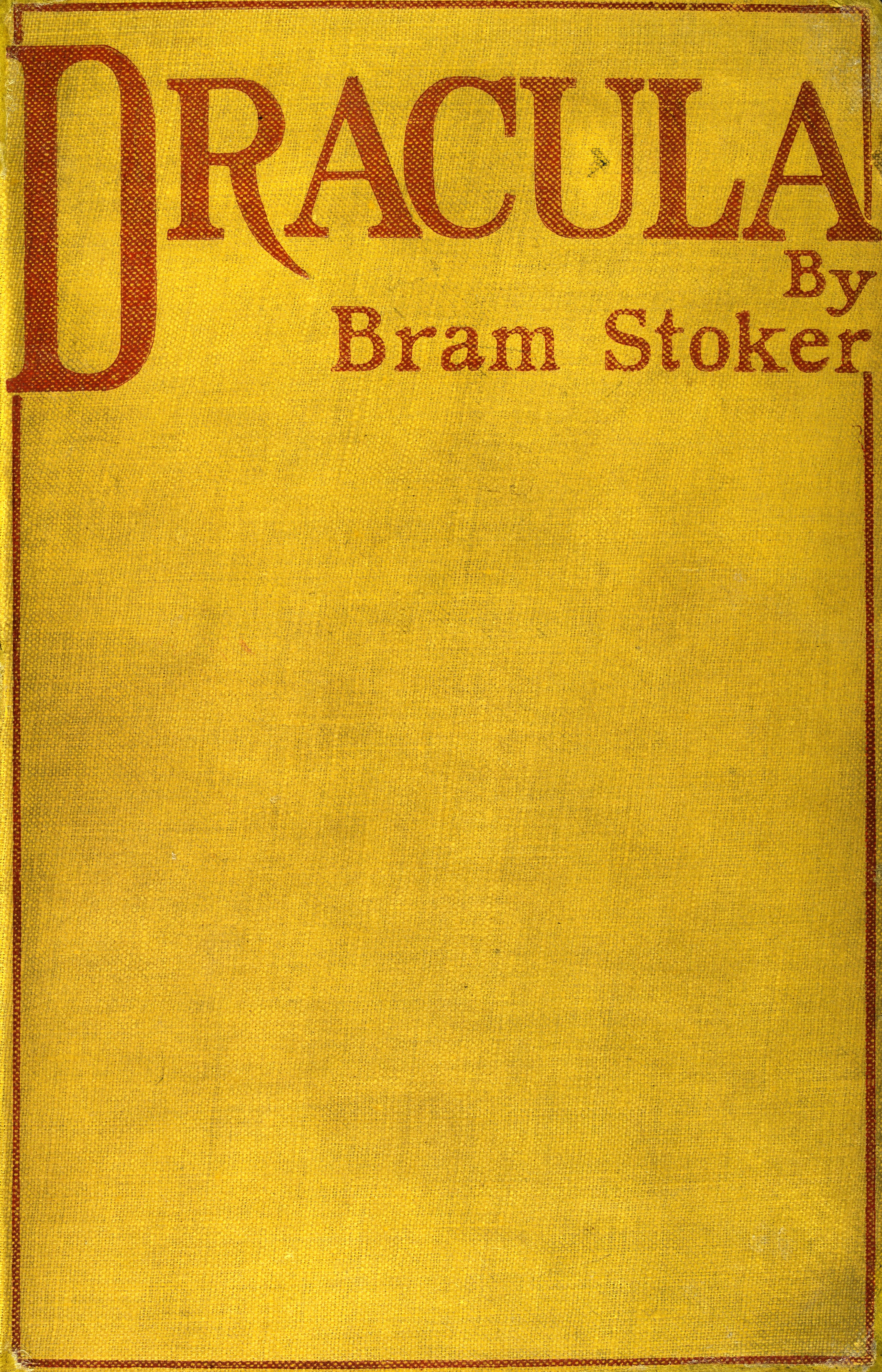
Einband der englischen Erstausgabe von 1897

Der Plot stellt eine Adaption des klassischen Vampirromans Dracula von Bram Stoker dar. King verlegte die Handlung von Transsylvanien in eine Kleinstadt in Maine der 1970er Jahre, um sie zu „einem neuen, modernen Leben“ zu „erwecken“ und der „Unwirklichkeit des Vampirmythos“ Stokers „die alltägliche Wirklichkeit von Jerusalem’s Lot“ entgegenzusetzen. Ursprünglich sollte der Roman den Titel The Second Coming tragen, was ebenfalls deutlich auf eine Adaption des klassischen Dracula-Stoffes hinweist. Zudem wird der Roman Dracula von Stoker in dem Buch von Stephen King mehrfach erwähnt und King habe nie einen Hehl daraus gemacht, dass sein Roman „eine große Verbeugung vor Dracula“ sei.
In seinem Sachbuch Danse Macabre schrieb Stephen King, dass er, als er die Idee hatte, einen Vampirroman zu schreiben, er versuchen wollte, diesen „teilweise als eine literarische Hommage zu gestalten.“ Aus diesem Grund lehnte er das Buch stark an Bram Stokers Dracula an und verfolgte einer „absichtlichen Ähnlichkeit“ mit der Vorlage. Nach seinem Eindruck entwickelte sich dabei zunehmend der Eindruck, er spiele „ein interessantes Spiel literarischen Racquetballs: Brennen muss Salem selbst war der Ball, und Dracula war die Mauer, gegen die [er] immerzu spielte, und [er] beobachtete, wo und wie er abprallen würde, damit [er] wieder schlagen konnte.“ Nach seinem Eindruck kam es dabei zu „einigen höchst interessanten ‚Abprallern‘“ und er führte dies darauf zurück, „dass [sein] Ball im zwanzigsten Jahrhundert existierte, [seine] Wand aber sehr stark ein Produkt neunzehnten Jahrhundert war.“
Er baute diverse direkte Parallelen in den Roman ein, zu denen etwa das Pfählen der Geliebten des Protagonisten, Susan Norton, gehörte, die selbst zum Vampir wurde und von ihm getötet werden musste. Diese Szene ist inhaltlich stark angelehnt an die Pfählung von Lucy Westenra durch ihren Verlobten in Stokers Roman. Auch das Trinken des Vampirbluts, das bei Stoker durch Mina Murray Harker geschieht, griff King auf; hier trinkt der Ortspriester Peter Callahan das Blut des Vampirs und verbrennt sich die Hand, als er die Kirche betreten, um seine Absolution zu empfangen, so wie Mina sich in Dracula die Hand an der von Van Helsing gereichten Hostie verbrennt.
Der Name der Nebenfigur Richard Throckett Straker ist eine Mischung des Namens des Schriftstellers Stoker mit dem seiner Hauptfigur Jonathan Harker. Die Darstellung des Meister-Vampirs Kurt Barlow ist sehr nahe an Dracula orientiert, da er ebenfalls mit markantem Gesicht und Adlernase sowie mit einem dichten Schnurrbart beschrieben wird. Eine weitere Übereinstimmung ist, dass beide Vampir-Fürsten zunächst als alte Männer auftreten, die sich im Laufe der Geschichte durch Blutkonsum verjüngen.
In Danse Macabre berichtet King allerdings auch von einer Szene, die es nicht in die Endfassung des Romans geschafft habe. Diese bezieht sich auf die Ratten, die auf der Müllhalde und an anderen Orten in Salems Lot vorkommen, von King jedoch im Roman später nicht mehr thematisiert wurden. Bezugnehmend auf eine Szene in Dracula wollte er die Ratten als Gehilfen der Vampire einsetzen, die in der Lage seien, „niedere Tiere zu befehligen“. Er schrieb dazu:

„Tatsächlich habe ich sie benutzt, eine Szene zu schreiben, die so ekelhaft war, dass mein Lektor bei Doubleday mir den nachdrücklichen Rat gab, sie herauszunehmen und durch etwas anderes zu ersetzen. Nach einigem Murren fügte ich mich seinem Wunsch.“

Nach seiner Darstellung ließ King in seiner Ursprungsversion den Arzt Jimmy Cody durch die Ratten von der Müllhalde im Keller des Gasthofs zerfleischen: „Sie greifen Jimmy zu Hunderten an, und wir werden mit einer Schilderung verwöhnt […], wie der gute Doktor die Treppe wieder hinaufstolpert und dabei von Ratten bedeckt ist. Sie sind in seinem Hemd, krabbeln in seinen Haaren, beißen in ihn in Hals und Arme. Als er den Mund aufmacht, um Mark eine Warnung zuzurufen, springt ihm eine hinein und nistet sich wuselnd dort ein.“ Obwohl er selbst seine ursprüngliche Fassung sehr gut fand, nahm er in einer Fußnote in Danse Macabre zu dieser Beschreibung Bezug auf die von ihm geschriebene Geschichte Spätschicht und schrieb, dass ihm im Nachhinein die Ähnlichkeit der Rattenszenen aus beiden Geschichten nicht gefiel, die nach seiner Ansicht ein wenig Selbstplagiat war. Ersetzt wurde sie in Brennen muss Salem durch eine weniger brutale Szene, bei denen der Arzt beim Fall von der Treppe durch Messer, deren Spitzen nach oben weisen, aufgespießt wird.
Auf erotische Darstellungen, die die sexuelle Überwältigung durch den Vampir demonstrieren und die ein wesentliches Element von Stokers Dracula sind, hat King nach eigener Darstellung weitgehend verzichtet. Stattdessen ersetze er sie in für King typischer Weise laut Marcel Feige durch „die typischen Ängste des kleinen Bürgers auf dem Land“.

### Hommage an EC Comics
Stephen King schrieb in Danse Macabre zudem, dass der Roman auch eine Hommage an die EC Comics seiner Kindheit in den 1950er Jahren seien. Er versuchte an vielen Stellen, den typischen Stil der Comics und deren subtilen Horror in den Roman einzubauen. Als Beispiel erwähnt er die Szene, in der der alte Busfahrer Charlie Rhodes nachts von der Hupe seines Schulbusses geweckt wird und feststellen muss, dass sein Bus gefüllt ist mit Kinder, die jedoch allesamt Vampire sind und ihn zu sich locken wollten. Auch der Tod von Ralph Miller in einem Häcksler wird als typische EC-Szene dargestellt.
Einen direkten Bezug zu den Comics gibt es über den Protagonisten Mark Perrie, dessen Kenntnisse über Vampire und ihre Bekämpfung aus diesen Pulp-Comics stammen.

### Weitere Rezeption und Auszeichnungen
Marcel Feige zieht in seinem Lexikon zu Stephen King und seinem Werk neben zahlreichen Vergleichen mit Bram Stokers Dracula auch mehrere Parallelen zu anderen Werken der klassischen Horrorliteratur und -filmen. So vergleicht er das allein stehende Marstenhaus, von dem die düstere Stimmung des Buches ausgeht, mit Bates Motel in Alfred Hitchcocks Psycho, in dem wie in einer klassischen Gothic Novel von Shirley Jackson das Böse lebe. Den alten Vampir Kurt Barlow bezeichnete er zudem als „elegante Bela-Lugosi-Kopie“.
Das Buch wurde 1976 für den World Fantasy Award nominiert. Beim Locus Poll Award 1986 wurde es auf Platz 32 der Liste der All-Time Best Fantasy Novels gewählt.
Ein Teil von Wolfgang Hohlbeins Der Hexer von Salem spielt in Jerusalem’s Lot; die Bücher haben jedoch sonst keine Parallelen.

## Verfilmungen
Der Roman wurde mehrmals verfilmt. 1979 produzierte Tobe Hooper unter dem Titel Brennen muss Salem eine zweiteilige Fernsehserie basierend auf dem Roman für CBS mit David Soul in der Rolle des Ben Mears. Die Serie wurde was für drei Primetime Emmy Awards und einen Edgar Award nominiert. Eine gekürzte Version der Serie wurde als Film in verschiedenen Ländern, darunter auch in Deutschland, gezeigt. 1987 erschien mit Salem II – Die Rückkehr (A Return to Salem’s Lot) eine Fortsetzung der Geschichte von Larry Cohen nach Motiven des Romans ohne konkreten Bezug zum Buch.
2004 folgte eine weitere Verfilmung durch Mikael Salomon unter dem Titel Salem’s Lot – Brennen muss Salem mit Rob Lowe als Ben Mears, die ebenfalls als dreistündige Miniserie angelegt war und bei TNTV erschien. 2021 drehte Gary Dauberman eine weitere Adaptation des Stoffes unter dem Titel Salem’s Lot – Brennen muss Salem, die 2024 veröffentlicht wurde.

## Bezüge im Werk von Stephen King
Die Kurzgeschichte Briefe aus Jerusalem, die im Jahre 1850 spielt und in Briefform geschrieben ist, wird als frühe Einleitung von Brennen muss Salem verstanden. Veröffentlicht wurde sie 1978 in der Kurzgeschichtensammlung Nachtschicht, entstand jedoch bereits früher und war wahrscheinlich der erste Entwurf für den Romanbeginn. Auch die ebenfalls in Nachtschicht aufgenommene Kurzgeschichte Einen auf den Weg spielt in Jerusalem’s Lot: Eine Familie bleibt im Schneesturm bei der durch Feuer zerstörten Stadt mit ihrem Auto liegen und der Vater versucht, Hilfe im nächsten Ort zu finden. Der von ihm alarmierte Suchtrupp, der die Gerüchte über Vampire kennt und fürchtet, wird daraufhin in Salem’s Lot von der bereits in Vampire verwandelten Familie überfallen und flieht, wobei der Familienvater seiner eigenen Frau zum Opfer fällt. Auffällig ist hierbei aber, dass die Verwandlung zu Vampiren anders als in Brennen muss Salem innerhalb weniger Stunden vollzogen wurde.
Pater Callahan, der, nachdem er Barlows Blut trinken musste, die Stadt verlässt, kehrt im fünften Band des Dunklen-Turm-Zyklus, Wolfsmond, zurück und erzählt dort ausführlich seine Flucht vor den Vampiren und seine Reise nach Mittwelt. Er landete, nachdem er Jerusalem’s Lot mit einem Greyhound-Bus verlassen hatte, in einer Stadt namens Donnerhall an der Grenze zur Mittwelt.

## Ausgaben und Übersetzungen
Brennen muss Salem erschien 1975 in seiner ersten Ausgabe im Doubleday-Verlag, der auch Kings ersten Roman Carrie veröffentlicht hatte. Das Buch wurde in den folgenden Jahren mehrfach in verschiedenen Aufmachungen neu aufgelegt und in zahlreiche Sprachen übersetzt.
Die erste deutschsprachige Übersetzung von Ilse Winger und Christoph Wagner publizierte der Wiener Paul Zsolnay Verlag im Jahr 1979. Da sie in Österreich erschien, enthält sie verschiedene typisch österreichische Ausdrücke (z. B. „Lass’ mich aus!“ oder „Schnürlsamt“), die man in anderen deutschen Übersetzungen von Büchern Kings nicht findet. Bei dieser Übersetzung wurde das Buch an vielen Stellen gekürzt, auch einige etwas derbe Formulierungen sind darin weggelassen. Eine zweite, ungekürzte Übersetzung von Peter Robert verlegte derselbe Verlag im Jahre 1995.
Im Jahre 2006 veröffentlichte der Paul Zsolnay Verlag eine Luxusausgabe mit neuem Vorwort von Stephen King, Szenen aus dem Manuskript, die bei der Veröffentlichung weggefallen oder geändert worden waren, sowie den beiden Kurzgeschichten Einen auf den Weg und Briefe aus Jerusalem.
Englischsprachige Ausgaben:
- ’Salem’s Lot, Doubleday, New York City 1975, ISBN 978-0-385-00751-1

Deutsche Ausgaben:
- Brennen muss Salem (Übersetzung aus dem Englischen von Ilse Winger und Christoph Wagner), Paul Zsolnay Verlag, Wien 1979
- Brennen muss Salem (Übersetzung aus dem Englischen von Peter Robert), Paul Zsolnay Verlag, Wien 1995
- Brennen muss Salem, Wilhelm Heyne Verlag, München 1985, ISBN 3-453-02053-7.
- Brennen muss Salem (Übersetzung aus dem Englischen von Peter Robert), 12. Auflage, Wilhelm Heyne Verlag, München 1997, ISBN 978-3-453-12527-8.

## Belege
1. ↑  Brennen muss Salem, 12. Auflage, Wilhelm Heyne Verlag, München 1997, ISBN 978-3-453-12527-8. Vorblatt.
2. ↑  Brennen muss Salem, 12. Auflage, Wilhelm Heyne Verlag, München 1997, ISBN 978-3-453-12527-8. S. 9.
3. ↑  Brennen muss Salem, 12. Auflage, Wilhelm Heyne Verlag, München 1997, ISBN 978-3-453-12527-8. S. 21.
4. ↑  Brennen muss Salem, 12. Auflage, Wilhelm Heyne Verlag, München 1997, ISBN 978-3-453-12527-8. S. 235.
5. ↑  Brennen muss Salem, 12. Auflage, Wilhelm Heyne Verlag, München 1997, ISBN 978-3-453-12527-8. S. 417.
6. 1 2 3 4 5 6 7 8 9 10 11 12  Brennen muss Salem. In: Marcel Feige: Das grosse Lexikon über Stephen King, 2. Auflage, Lexikon Imprint, Schwarzkopf & Schwarzkopf, Berlin 2001, ISBN 3-89602-228-8; S. 47–50.
7. 1 2 3 4 5 6 7 8  Stephen King: Danse Macabre. Wilhelm Heyne Verlag, München 2010 (Übersetzung von Joachim Körber), ISBN 978-3-453-43573-5, S. 99–101.
8. ↑  Stephen King: Spätschicht. In: Nachtschicht, C.A. Koch’s Verlag Nachfolger GmbH, Gütersloh o. J., im Auftrag für die Bertelsmann Club GmbH, Lizenzausgabe mit Genehmigung von Bastei-Lübbe, Seite 61–80.
9. ↑  Stephen King: Danse Macabre. Wilhelm Heyne Verlag, München 2010 (Übersetzung von Joachim Körber), ISBN 978-3-453-43573-5, S. 103 (Fußnote).
10. ↑  Stephen King: Danse Macabre. Wilhelm Heyne Verlag, München 2010 (Übersetzung von Joachim Körber), ISBN 978-3-453-43573-5, S. 171.
11. ↑  1976 Award Winners & Nominees auf Worlds Without End, abgerufen am 11. August 2025.
12. ↑  Salem's Lot in der Internet Speculative Fiction Database, abgerufen am 11. August 2025.
13. ↑  Brennen muss Salem: Auszeichnungen bei IMDb, abgerufen am 11. August 2025.
14. ↑  Stephen King: Briefe aus Jerusalem. In: Nachtschicht, C.A. Koch’s Verlag Nachfolger GmbH, Gütersloh o. J., im Auftrag für die Bertelsmann Club GmbH, Lizenzausgabe mit Genehmigung von Bastei-Lübbe, S. 19–60.
15. ↑  Briefe aus Jerusalem. In: Marcel Feige: Das grosse Lexikon über Stephen King, 2. Auflage, Lexikon Imprint, Schwarzkopf & Schwarzkopf, Berlin 2001, ISBN 3-89602-228-8; S. 50.
16. ↑  Stephen King: Einen auf den Weg. In: Nachtschicht, C.A. Koch’s Verlag Nachfolger GmbH, Gütersloh o. J., im Auftrag für die Bertelsmann Club GmbH, Lizenzausgabe mit Genehmigung von Bastei-Lübbe, S. 378–396.